# Кубок Шотландії з футболу 2019—2020
Кубок Шотландії з футболу 2019–2020 — 135-й розіграш кубкового футбольного турніру у Шотландії. Титул вчетверте поспіль здобув Селтік.

## Календар
| Раунд                   | Дата                         | Матчі | Клуби    |
| ----------------------- | ---------------------------- | ----- | -------- |
| Перший попередній раунд | 10-18 серпня 2019            | 13+1  | 102 → 89 |
| Другий попередній раунд | 31 серпня 2019               | 7     | 89 → 82  |
| Перший раунд            | 20-21 вересня 2019           | 18+2  | 82 → 64  |
| Другий раунд            | 18-20 жовтня 2019            | 16+5  | 64 → 48  |
| Третій раунд            | 22-23 листопада 2019         | 16+1  | 48 → 32  |
| 1/16 фіналу             | 17-19 січня 2010             | 16+2  | 32 → 16  |
| 1/8 фіналу              | 8-9 лютого 2020              | 8+2   | 16 → 8   |
| 1/4 фіналу              | 28 лютого - 1 березня 2020   | 4     | 8 → 4    |
| 1/2 фіналу              | 31 жовтня - 1 листопада 2020 | 2     | 4 → 2    |
| Фінал                   | 20 грудня 2020               | 1     | 2 → 1    |

## 1/16 фіналу
| Команда 1                  | Рахунок | Команда 2                     |
| -------------------------- | ------- | ----------------------------- |
| 17 січня 2020              |         |                               |
| Рейнджерс                  | 2:0     | Странрар (3)                  |
| 18 січня 2020              |         |                               |
| Абердин                    | 1:0     | Дамбартон (3)                 |
| Аллоа Атлетік (2)          | 2:3     | Інвернесс Каледоніан Тісл (2) |
| Арброт (2)                 | 0:0     | Фолкерк (3)                   |
| Ейр Юнайтед (2)            | 1:0     | Росс Каунті                   |
| Боннірігг Роуз Атлетік (6) | 0:1     | Клайд (3)                     |
| Іст Кілбрайд (5)           | 1:3     | БСК Глазго (5)                |
| Гамільтон Академікал       | 5:0     | Единбург Сіті (4)             |
| Гарт оф Мідлотіан          | 5:0     | Ейрдріоніанс (3)              |
| Кілмарнок                  | 6:0     | Квінз Парк (4)                |
| Лівінгстон                 | 3:1     | Рейт Роверз (3)               |
| Сент-Джонстон              | 3:0     | Грінок Мортон (2)             |
| Сент-Міррен                | 3:0     | Броксберн Атлетік (6)         |
| Партік Тісл (2)            | 1:2     | Селтік                        |
| Данді (2)                  | 0:3     | Мотервелл                     |
| 19 січня 2020              |         |                               |
| Данді Юнайтед (2)          | 2:2     | Гіберніан                     |

Перегравання
| Команда 1     | Рахунок | Команда 2         |
| ------------- | ------- | ----------------- |
| 28 січня 2020 |         |                   |
| Фолкерк (3)   | 2:0     | Арброт (2)        |
| Гіберніан     | 4:2     | Данді Юнайтед (2) |

## 1/8 фіналу
| Команда 1                     | Рахунок | Команда 2         |
| ----------------------------- | ------- | ----------------- |
| 8 лютого 2020                 |         |                   |
| Абердин                       | 0:0     | Кілмарнок         |
| Ейр Юнайтед (2)               | 1:2     | Сент-Джонстон     |
| Гамільтон Академікал          | 1:4     | Рейнджерс         |
| Фолкерк (3)                   | 0:1     | Гарт оф Мідлотіан |
| Інвернесс Каледоніан Тісл (2) | 1:0     | Лівінгстон        |
| Сент-Міррен                   | 1:1     | Мотервелл         |
| 9 лютого 2020                 |         |                   |
| БСК Глазго (5)                | 1:4     | Гіберніан         |
| Клайд (3)                     | 0:3     | Селтік            |

Перегравання
| Команда 1      | Рахунок      | Команда 2   |
| -------------- | ------------ | ----------- |
| 18 лютого 2020 |              |             |
| Мотервелл      | 4:4 пен. 2:3 | Сент-Міррен |
| 19 лютого 2020 |              |             |
| Кілмарнок      | 3:4 дч       | Абердин     |

## 1/4 фіналу
| Команда 1         | Рахунок | Команда 2                     |
| ----------------- | ------- | ----------------------------- |
| 28 лютого 2020    |         |                               |
| Гіберніан         | 5:2     | Інвернесс Каледоніан Тісл (2) |
| 29 лютого 2020    |         |                               |
| Гарт оф Мідлотіан | 1:0     | Рейнджерс                     |
| Сент-Міррен       | 0:2     | Абердин                       |
| 1 березня 2020    |         |                               |
| Сент-Джонстон     | 0:1     | Селтік                        |

## 1/2 фіналу
| Команда 1         | Рахунок | Команда 2 |
| ----------------- | ------- | --------- |
| 31 жовтня 2020    |         |           |
| Гарт оф Мідлотіан | 2:1 дч  | Гіберніан |
| 1 листопада 2020  |         |           |
| Селтік            | 2:0     | Абердин   |

## Фінал
| 20 грудня 2020 16:15 (EEST) |

| Селтік                                    | 3:3 дч   | Гарт оф Мідлотіан                  |
| ----------------------------------------- | -------- | ---------------------------------- |
| Крісті 19' Едуар 29' (пен.) Гріффітс 105' | Протокол | Бойс 48' Кінгслі 67' Гіннеллі 111' |

| Гемпден-Парк, Глазго Глядачів: 0 Арбітр: Джон Бітон |

|                                                |     | Пенальті                               |  |
| Гріффітс · Макгрегор · Крісті · Джонстон · Аєр | 4:3 | Нейсміт · Сміт · Лі · Кінгслі · Вайтон |  |